# Veľké Hoste
Veľké Hoste é um município da Eslováquia, situado no distrito de Bánovce nad Bebravou, na região de Trenčín. Tem 8,26 km² de área e sua população em 2018 foi estimada em 571 habitantes.

## Demografia
| Ano:        | 1994 | 2004   | 2014   | 2024    |
| ----------- | ---- | ------ | ------ | ------- |
| Broj ljudi: | 559  | 552    | 586    | 520     |
| Razlika:    |      | -1,25% | +6,15% | -11,26% |

| Ano:               | 2023 | 2024   |
| ------------------ | ---- | ------ |
| Número de pessoas: | 539  | 520    |
| Diferença:         |      | -3,52% |